# 马德西省
馬德西省，又譯馬德什省是尼泊爾七個省份當中東南部的一個省份。馬德西省是尼泊爾人口最多的省份，也是面積最小的省份。東部與戈希省接壤，北部與巴格馬蒂省接壤，南部與印度比哈爾邦接壤。馬德什省總面積9661平方公里。根據2021年尼泊爾人口普查，馬德什省總人口為6,126,288人，是尼泊爾人口最多的省份。

## 词源
馬德什（Madhesh）一词被认为源自梵语词 （Madhya desh），字面意思是“中部国家”，指的是位于喜马拉雅山与温迪亚山脉之间的中部地区。然而，在尼泊尔的语境中，Madhesh 指的是尼泊尔特莱地区中位于西瓦利克山脈以南的区域。Madhesh 也被定义为一种文化和语言空间，为特莱人民的身份认同提供基础。